# Okarben
Okarben ist ein Stadtteil von Karben im hessischen Wetteraukreis.

## Geographie
Der Stadtteil hat eine Fläche von 685 Hektar. Der größte Teil des Ortsteils liegt zwischen der Main-Weser-Bahn im Westen und dem rechten Ufer der Nidda im Osten und ist von den übrigen Stadtteilen durch hauptsächlich landwirtschaftlich genutzte Flächen getrennt. Das Ortsbild wird jenseits des durch Fachwerkhäuser und gründerzeitliche Wohngebäude geprägten Ortskerns hauptsächlich durch Einfamilienhäuser der 1950er bis 1970er Jahre bestimmt. Westlich der S-Bahn-Linie und der B 3 liegt ein nach 1960 entstandenes Wohngebiet am Straßberg.

## Geschichte

### Römische Zeit
In der frühen nachchristlichen Zeit unterhielt die römische Armee an der Stelle des späteren Ortes ein Großkastell mit einer Gesamtlänge der Außenfront von 984 m, das helfen sollte, die Grenze zum Siedlungsgebiet der Chatten zu sichern. Es war besetzt mit einer Ala miliaria, einer 1000 Mann starken Reiterabteilung. Zur Regierungszeit von Kaiser Domitian wurde das Kastell als Teil der Limes Befestigungslinie im Taunusvorland errichtet. Im ersten Drittel des 2. Jahrhunderts n. Chr. wurde es mit der endgültigen Einrichtung des Wetterau-Limes aufgegeben. In unmittelbarer Nähe zum Kastell war ein Dorf (Vicus) entstanden, das auch nach der Aufgabe der Festung weiter bestand. Die Schlussmünze wurde unter Severus Alexander geprägt und belegt den Fortbestand der Siedlung bis in diese Zeit.

### Mittelalter

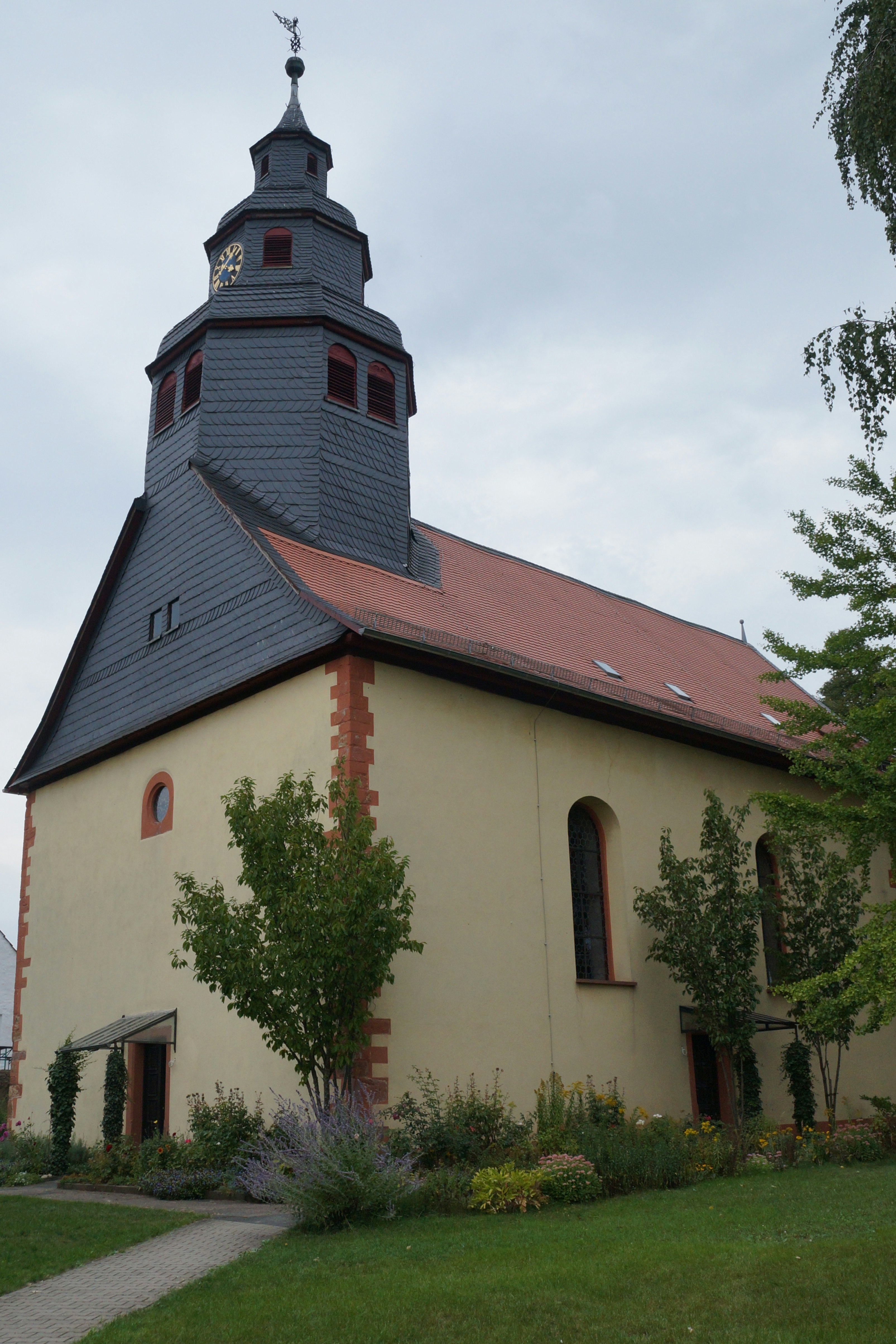
Evangelische Pfarrkirche

Die älteste erhaltene Erwähnung von Okarben stammt von 1229. Zu dieser Zeit hieß der Ort Akarben. Im Heiligen Römischen Reich gehörte das Dorf zum Freigericht Kaichen, das im 15. Jahrhundert unter die Herrschaft der Burggrafschaft Friedberg kam.

### Neuzeit
In Okarben galt das Partikularrecht des Freigerichts Kaichen, die Friedberger Polizeiordnung. 1679 wurde sie erneuert und gedruckt. Damit ist sie zum ersten Mal schriftlich fassbar. Sie behandelte überwiegend Verwaltungs-, Polizei- und Ordnungsrecht. Insofern blieb für den weiten Bereich des Zivilrechts das Solmser Landrecht die Hauptrechtsquelle. Das Gemeine Recht galt darüber hinaus, wenn all diese Regelungen für einen Sachverhalt keine Bestimmungen enthielten. Diese Rechtslage blieb auch im 19. Jahrhundert geltendes Recht, nachdem Okarben an das Großherzogtum Hessen übergegangen war. Erst das Bürgerliche Gesetzbuch vom 1. Januar 1900, das einheitlich im ganzen Deutschen Reich galt, setzte dieses alte Partikularrecht außer Kraft.
Mit der Burggrafschaft Kaichen fiel Okarben 1806 an Hessen-Darmstadt. Von 1821 bis 1853 gehörte es zum Bezirk des Landgerichts Großkarben, der 1853 aufgelöst wurde, dann bis 1879 zu dem des Landgerichts Vilbel, ab 1879 zu dem des Amtsgerichts Vilbel.
Am 1. Juli 1970 entstand die Stadt Karben  im Zuge der Gebietsreform in Hessen durch den freiwilligen Zusammenschluss der bis dahin eigenständigen Gemeinden Groß-Karben, Klein-Karben, Kloppenheim, Okarben und Rendel.

## Wappen
Das Wappen wurde am 11. Juni 1955 durch das Hessische Innenministerium genehmigt.
| Wappen von Okarben | Blasonierung: „In blauem Schild, von silbernem Wellenband geteilt, oben zwei und unten eine goldene Garbe.“ |
| Wappen von Okarben | |

## Kulturdenkmäler
Siehe: Liste der Kulturdenkmäler in Okarben

## Verkehr
Da die Hauptverkehrsströme an Okarben auf der Bundesstraße 3 vorbeigeleitet wurden, konnte der gesamte Ortsbereich in den 1990er Jahren verkehrsberuhigt werden. Derzeit wird der Ausbau der B 3 zwischen Nieder-Wöllstadt und Kloppenheim geplant. Die Planung sieht vor, diese neue B 3 dann mitten durch die Stadt und in einem engen Bogen westlich um das Wohngebiet am Straßberg herumzuführen.
1894 wurde ein Bahnhof an der Main-Weser-Bahn errichtet. Der Stadtteil verfügt heute über einen S-Bahn-Haltepunkt, der von der Linie S6 nach Friedberg (Hessen) sowie Frankfurt am Main bedient wird.
| Linie | Verlauf | Takt   |
| ----- | --- | ------ |
| S6    | Friedberg (Hess) – Bruchenbrücken – Nieder-Wöllstadt – Okarben – Groß Karben – Dortelweil – Bad Vilbel – Bad Vilbel Süd – Frankfurt-Berkersheim – Frankfurt-Frankfurter Berg – Frankfurt-Eschersheim – Frankfurt-Ginnheim – Frankfurt (Main) West – Frankfurt am Main Messe – Frankfurt (Main) Galluswarte – Frankfurt (Main) Hbf tief – Frankfurt (Main) Taunusanlage – Frankfurt (Main) Hauptwache – Frankfurt (Main) Konstablerwache – Frankfurt (Main) Ostendstraße – Frankfurt (Main) Lokalbahnhof – Frankfurt (Main) Süd – Frankfurt (Main) Stresemannallee – Frankfurt-Louisa – Neu-Isenburg – Dreieich-Buchschlag – Langen Flugsicherung – Langen (Hess) | 30 min |